# Ermera (municipalité)
Pour les articles homonymes, voir Ermera.
Ermera est une municipalité du Timor oriental. La capitale est Gleno.

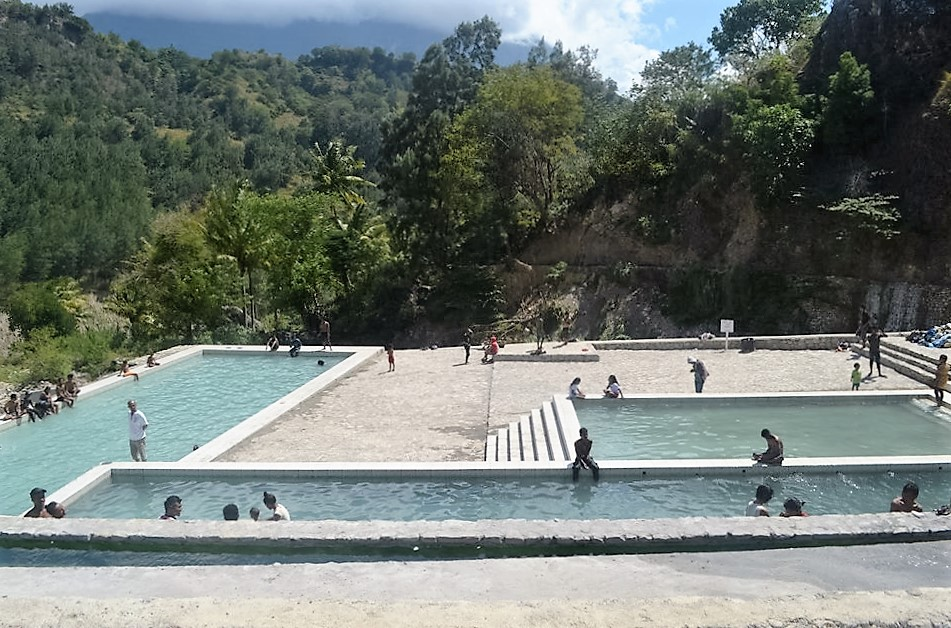
Sources chaudes de Marobo

Ce municipalité est lui-même divisé en 5 postes administratifs :
- Atsabe
- Ermera avec les villes de Gleno est de Ermera

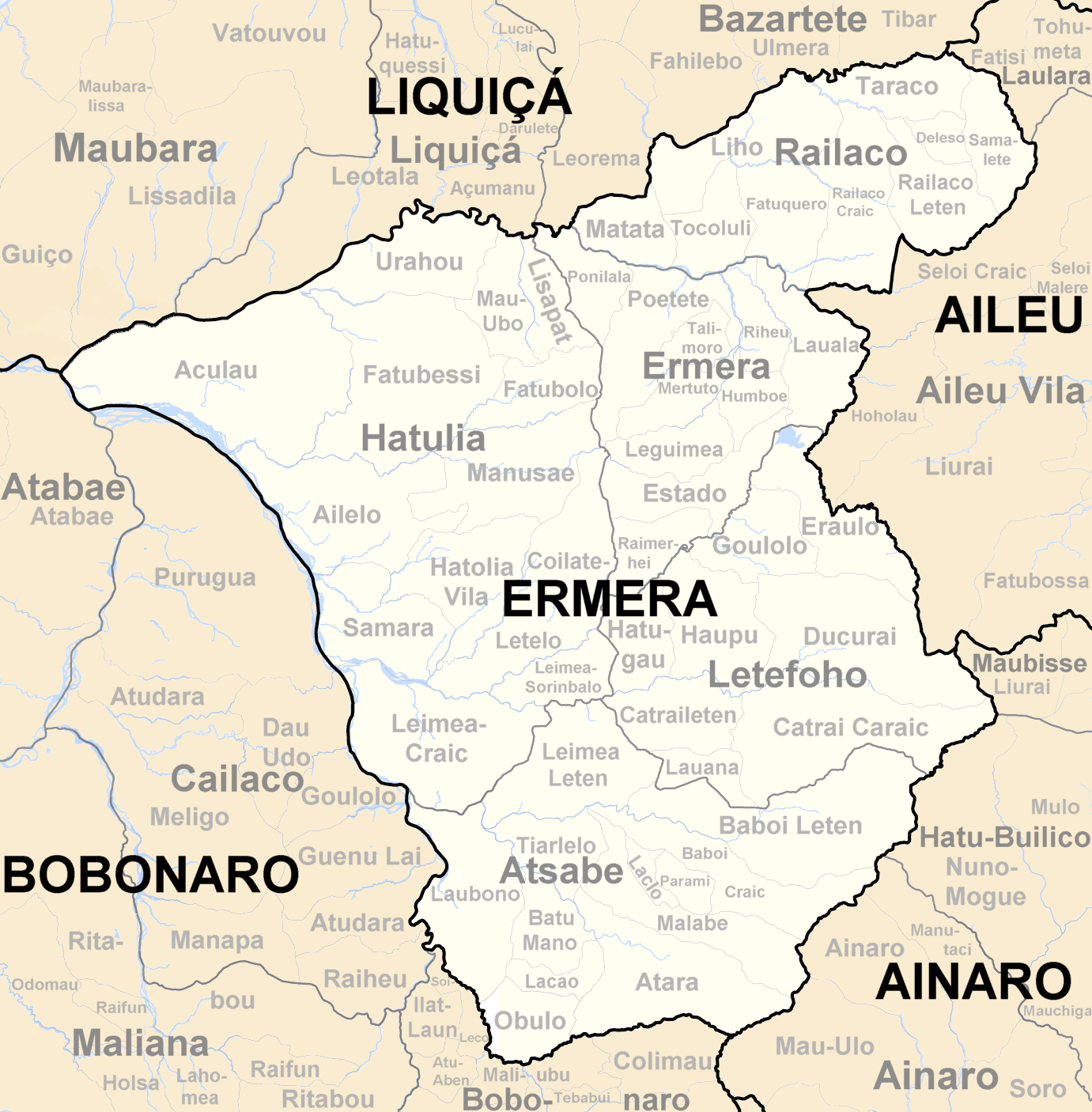
Subdivisions de municipalité

- Hatólia
- Letefohó
- Railaco